# Тейлер, Альберт Шевалье
Альберт Шевалье Тейлер (англ. Albert Chevallier Tayler; 5 апреля 1862, Лейтонстон, Эссекс, ныне Большой Лондон — 20 декабря 1925, Лондон) — английский художник, один из видных представителей художественной колонии Ньюлинская школа.

## Жизнь и творчество
А. Ш. Тейлер родился в семье адвоката седьмым ребёнком. После окончания средней школы он изучает искусство в художественной школе Хетэрли и в школе при Королевской академии художеств. В 1879 году Тейлер получает стипендию для обучения в Школе искусств Слейд. В 1881 он продолжает обучение в Париже у Ж.-П.Лорана. Во Франции Тейлер подпадает под сильное влияние импрессионизма. В 1884 году художник селится в корнуоллском рыбачьем городке Ньюлин и присоединяется к образовавшейся там колонии живописцев, среди которых были такие мастера, как Генри С. Тук, Томас К. Готч, Стэнхоуп Форбс. Художники в Ньюлине пишут акварели и масляными красками жанровые сценки из жизни рыбацких семей, а также пейзажи.
В 1887 году Тейлер впервые выставляется в Королевской академии художеств (КАХ), в 1891 он выигрывает конкурсный приз Парижского салона. С 1893 года художник постепенно отходит от жанровой живописи в сторону романтического направления. В 1895 А.Тейлер переезжает в Лондон. На рубеже XIX—XX столетий он — уже известный мастер, постоянно выставляющий свои работы в залах Общества изящных искусств и Королевской академии художеств. В начале XX века Тейлер создаёт крупноформатные картины на историческую тематику. В 1910 году он вступает в КАХ. В годы Первой мировой войны на полях сражений погибли оба сына художника. Сам он скончался от бронхита в 1925 году.
А. Ш. Тайлер был отличным игроком в крикет и при регулярных товарищеских играх команд художников и писателей неоднократно сражался против таких противников, как А.Конан Дойл, Дж. Барри и П.Вудхауз. В 2006 году на аукционе была продана известная картина А. Тейлера, изображающая игру в крикет между командами графств Кент и Ланкашир в 1906 году, за рекордную сумму в 680 тысяч фунтов стерлингов.

## Галерея

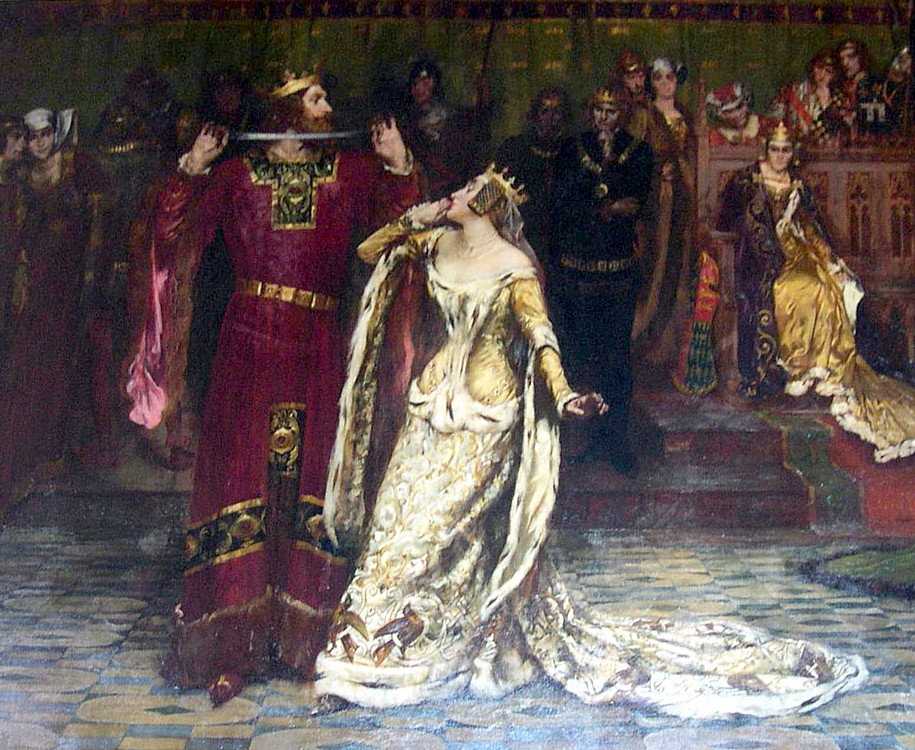
Церемония с подвязкой (1901)
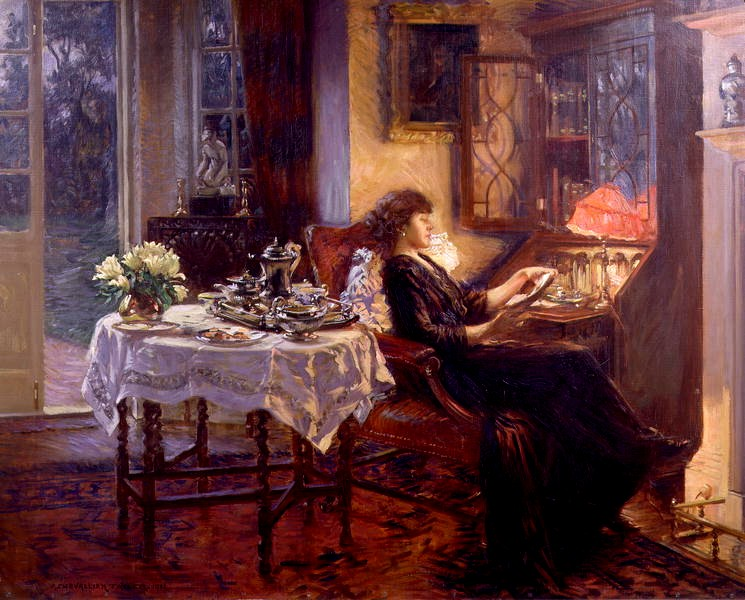
Тихий час (1913)
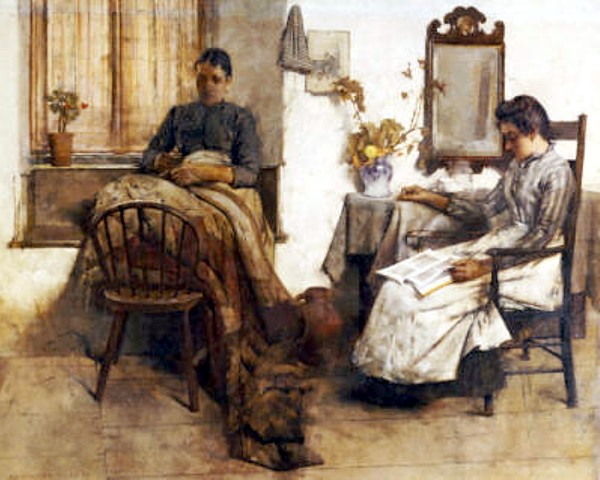
Минуты покоя (1889)
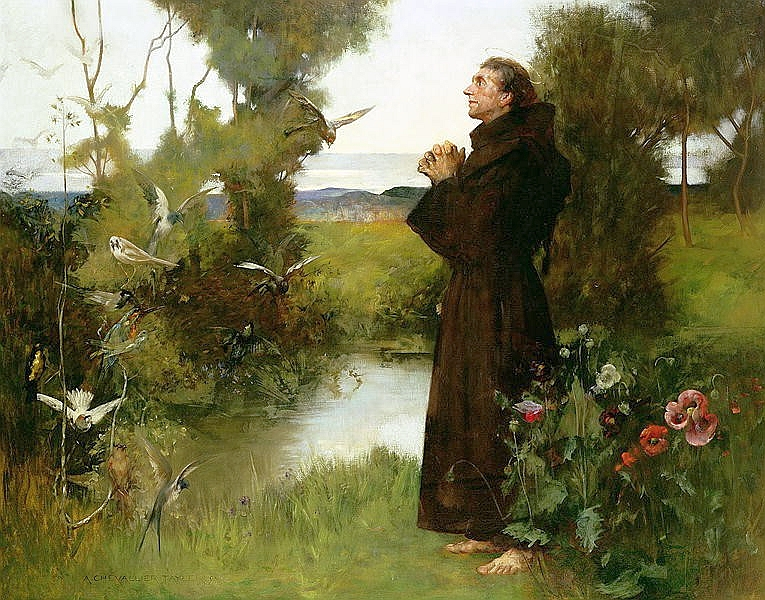
Святой Франциск (1898)
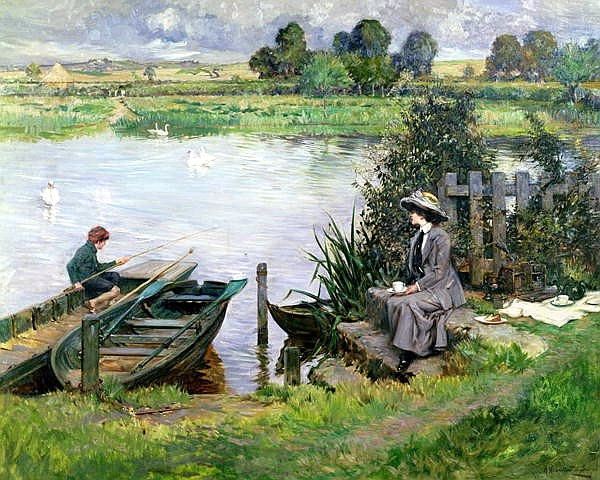
Темза в районе Бенсона (1912)
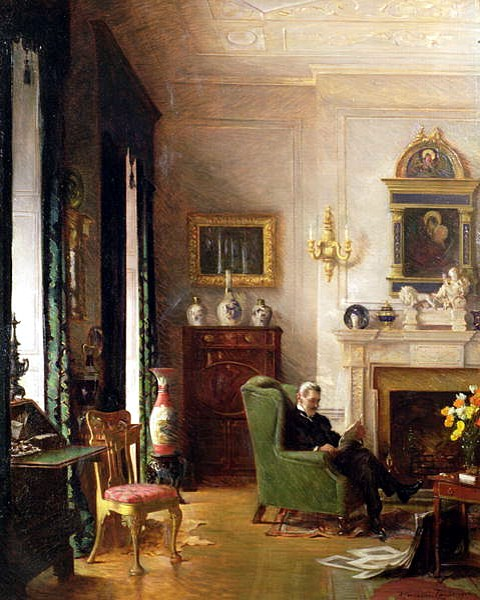
Серая приёмная (1917)
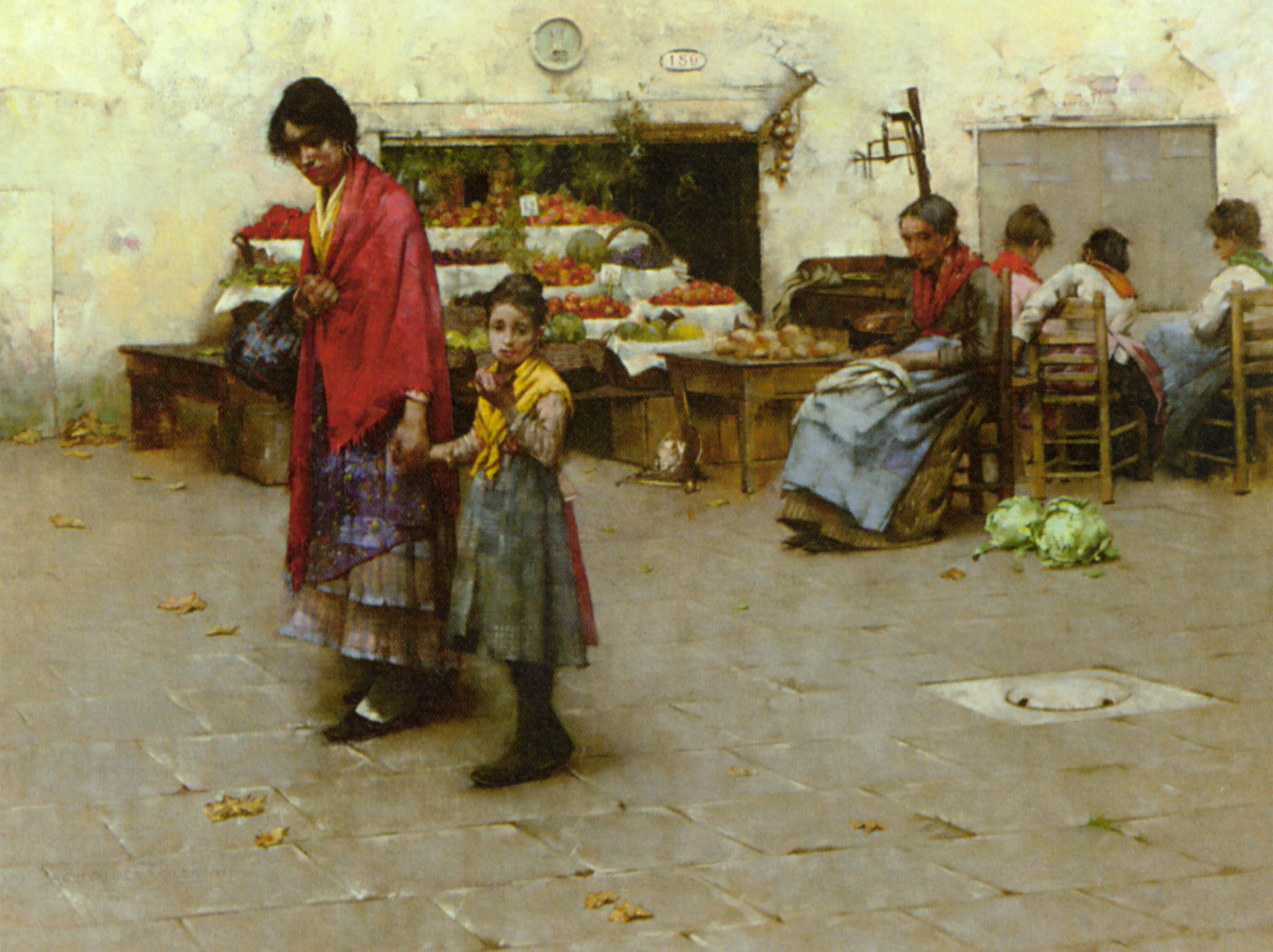
В базарный день (1887)
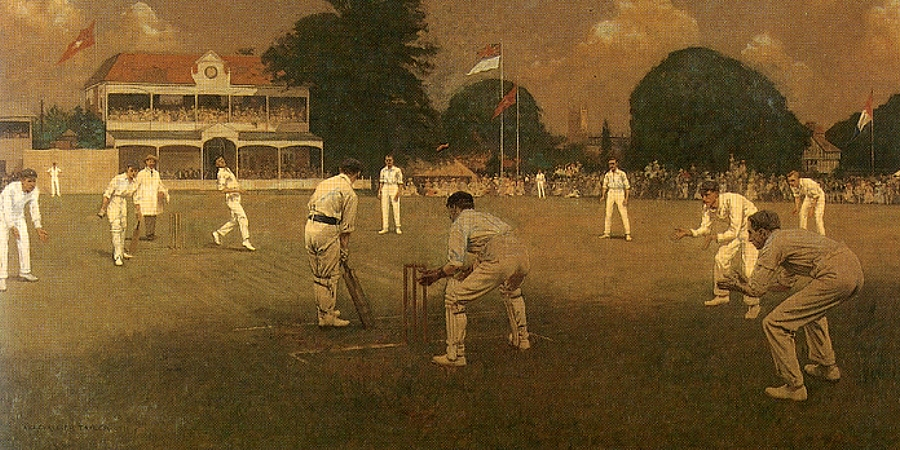
Кент против Ланкашира (1906)
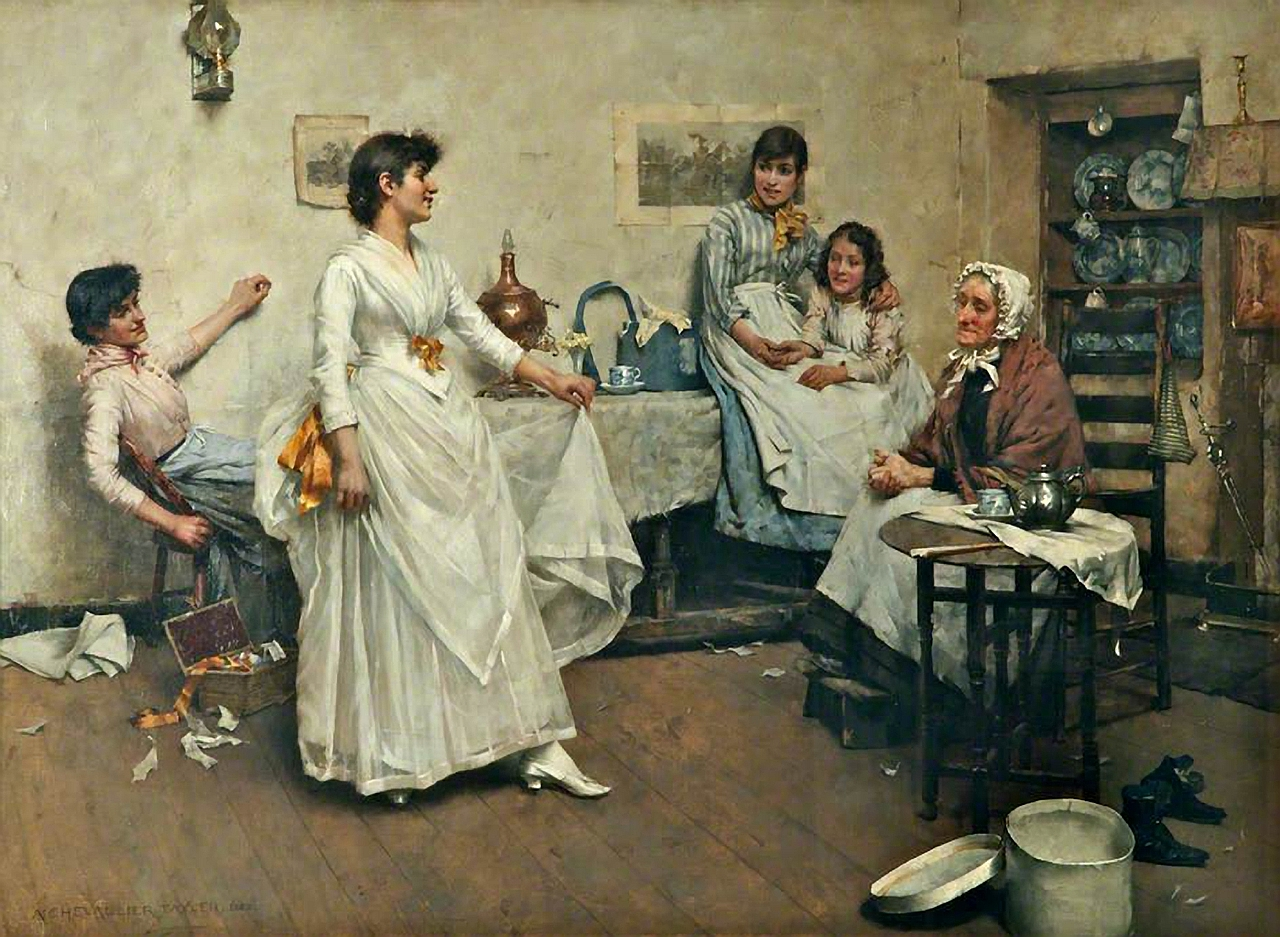
Обсуждение платья (1888)
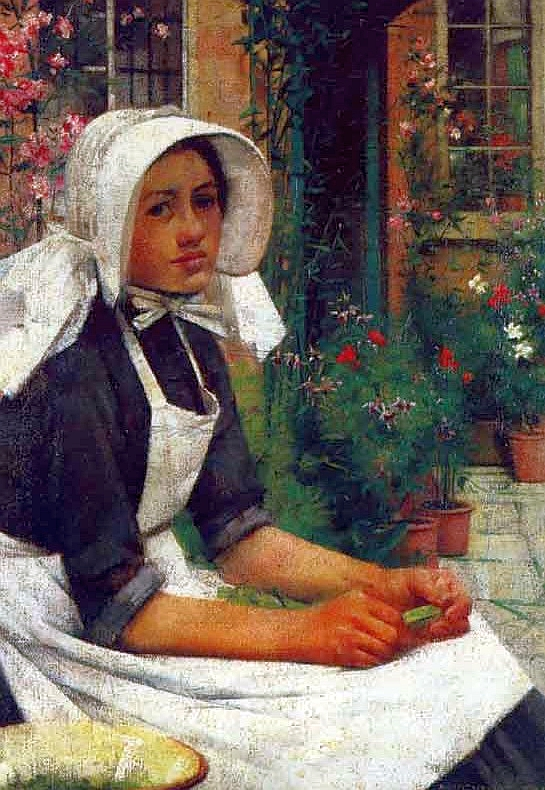
Девочка за лущением гороха (1886)
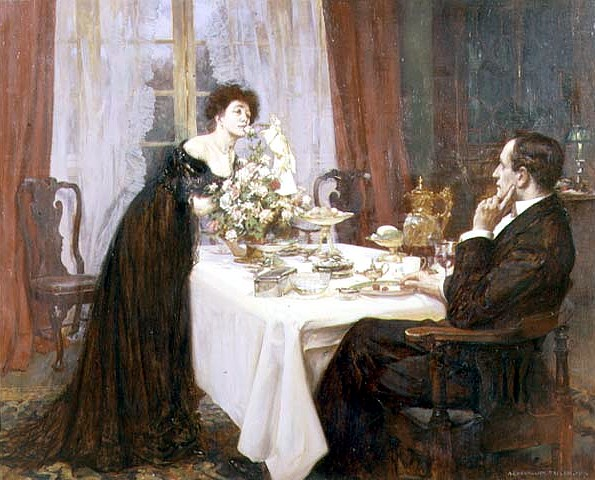
Элизабет Барретт Броунинг (1909)
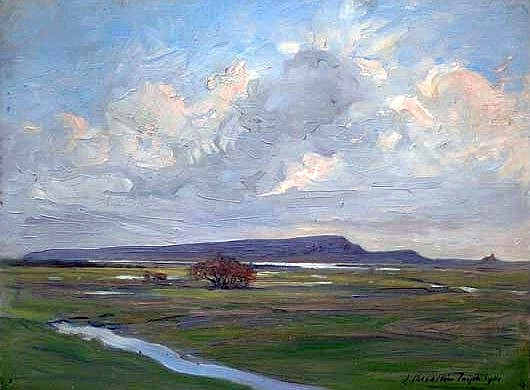
Пейзаж Западного Корнуолла.